# Forsbacher Hof

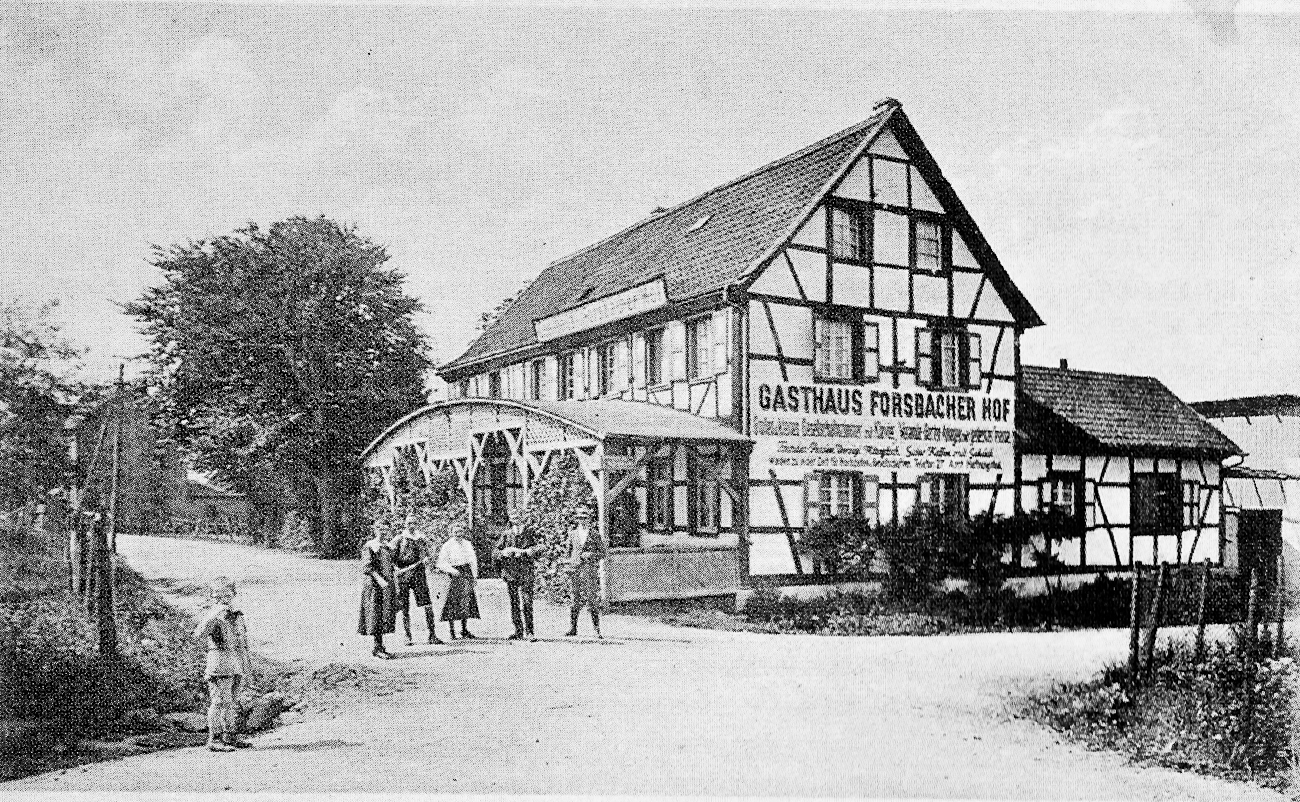
Postkartenansicht: Forsbacher Hof um 1900

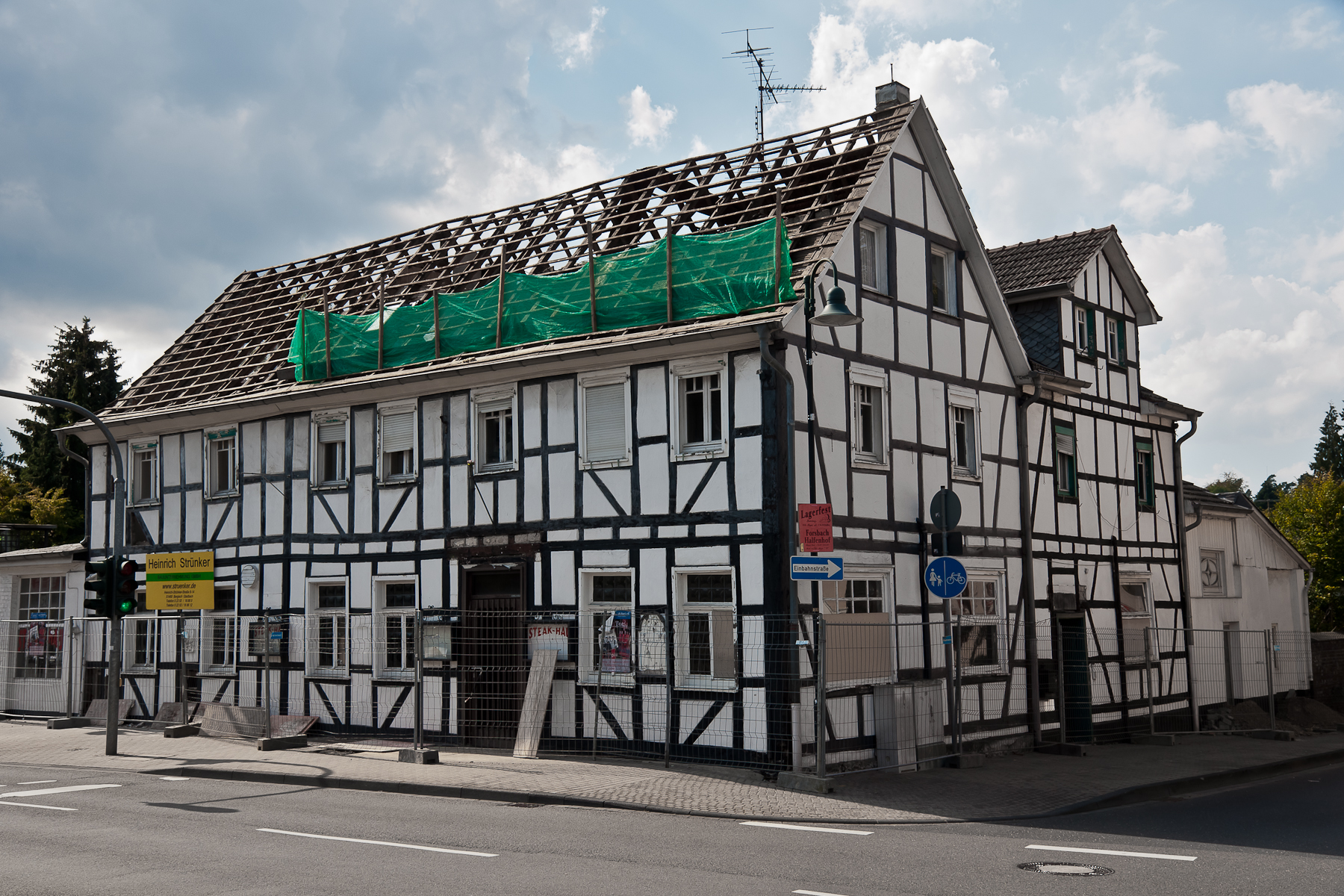
Forsbacher Hof am 3. September 2011

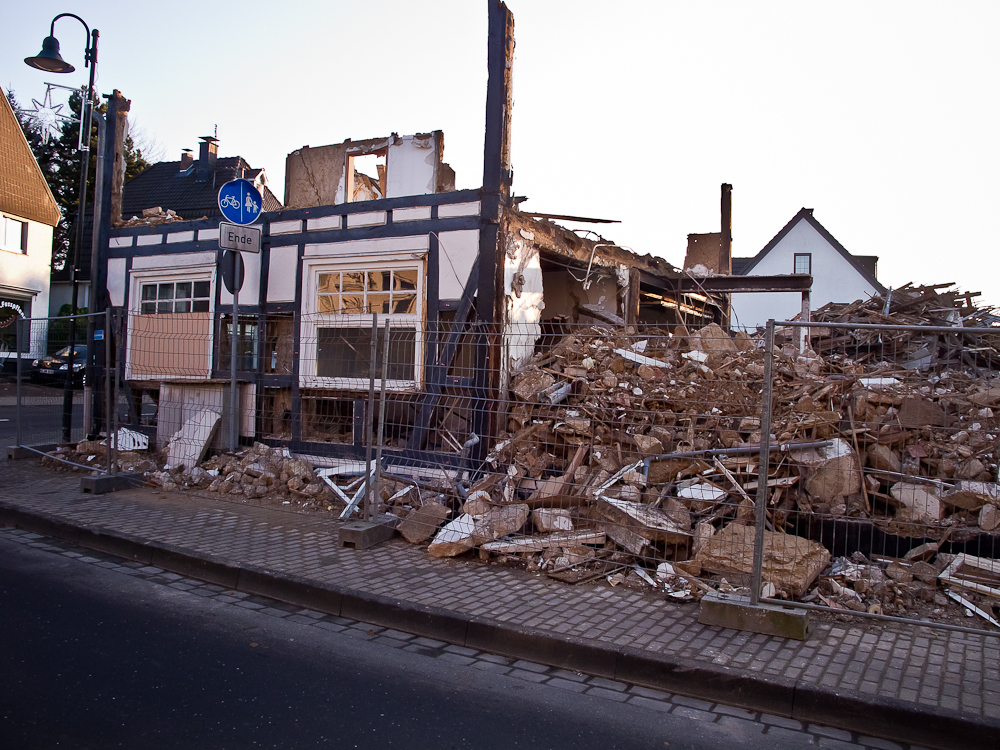
Das zerstörte Denkmal am 29. November 2011

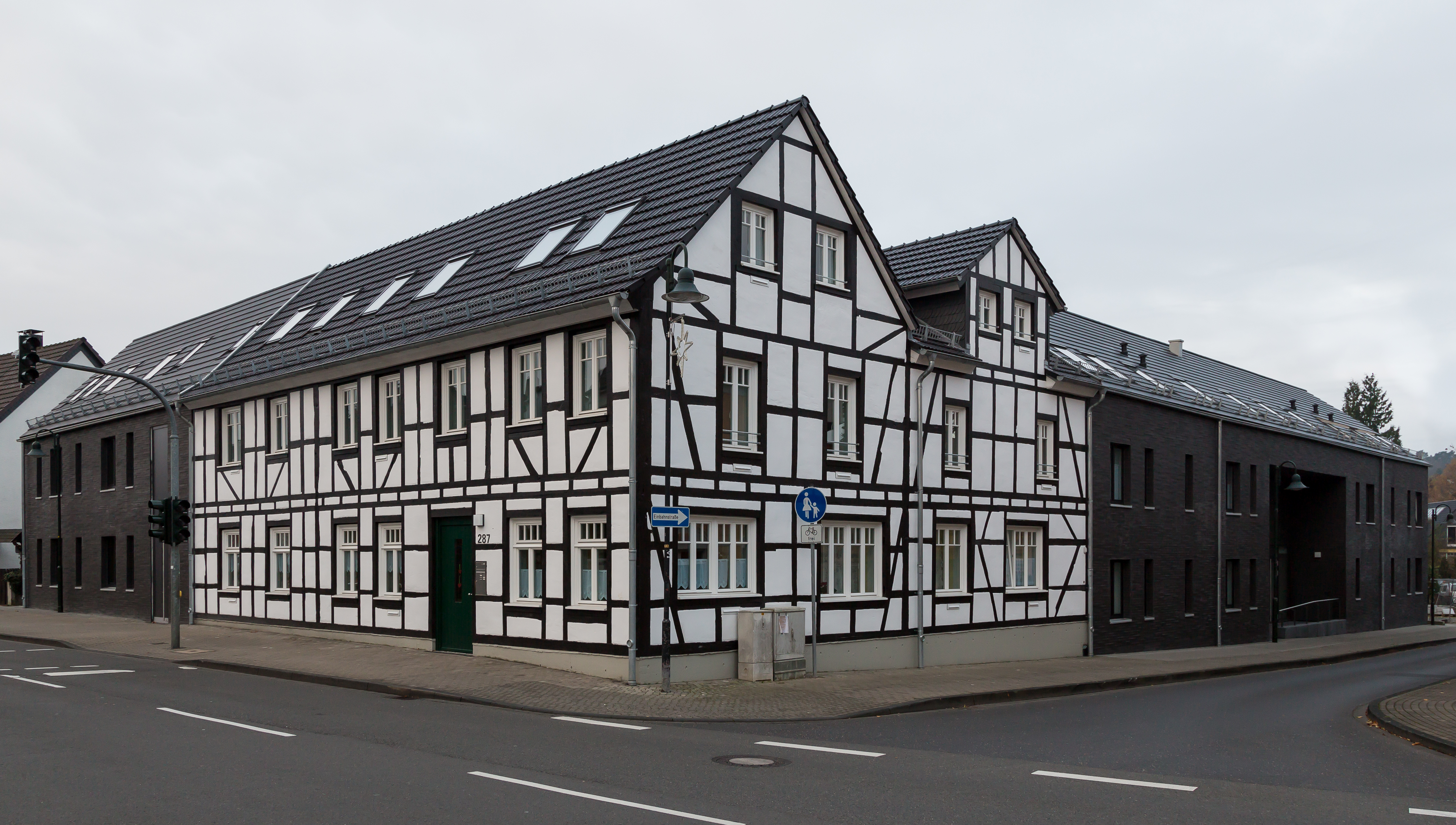
Forsbacher Hof nach Rekonstruktion und Umbau im Jahr 2013

Der Forsbacher Hof ist ein ehemals denkmalgeschütztes Fachwerkhaus im Rösrather Stadtteil Forsbach aus der Mitte des 19. Jahrhunderts.

## Baubeschreibung
Bei dem Gebäude handelt es sich um ein zweigeschossiges Fachwerkhaus mit Satteldach, Traufhaus, 7:2 Fensterachsen, mit zum Teil originalen Sprossenfenstern. An der Königsforster Straße wurde ein jüngerer Fachwerkanbau mit zweiachsiger Dachgaube angefügt. Das Innere des Gebäudes war im Laufe der Zeit durch verschiedene Vorbesitzer so umgebaut worden, dass lediglich die Fassade zu den Straßenseiten als denkmalwürdiger Bestandteil unter Schutz gestellt war.
Die Eintragung als Baudenkmal Nr. 37 in der Liste der denkmalgeschützten Bauwerke der Stadt Rösrath wurde am 12. November 2013 entfernt, weil die Anteile der ursprünglichen Bausubstanz nach der Rekonstruktion als zu gering erachtet wurden.

## Geschichte
Der Forsbacher Hof stand ursprünglich im fiskalischen Waldgut Schwiegelshohn, einer untergegangenen Siedlung an der Straße von Forsbach nach Bensberg. Im Jahr 1890 kaufte Gustav Frever das zum Abbruch bestimmte Gebäude und ließ es sorgfältig zerlegen und als Haus Nr. 69/2 an der Forsbacher Hauptstraße (der heutigen Bensberger Straße) wieder aufstellen.
Carl Naaf – der Schwiegersohn von Gustav Frever – erhielt am 13. Juni 1900 für das Gebäude die Lizenz zum Betrieb einer Gastwirtschaft, die er „Forsbacher Hof“ nannte. Das Lokal wurde bald ein beliebtes Ausflugsziel für die Kölner Bevölkerung, die nach einer Wanderung durch den Königsforst hier einkehrte. Außerdem standen im Forsbacher Hof mehrere Fremdenzimmer bereit, die von Kurzurlaubern aus Köln – damals „Sommerfrischler“ genannt – gerne angemietet wurden. Neben dem kastanienbestandenen Biergarten – die letzte Kastanie wurde 2011 gefällt – gab es vor dem Haus ursprünglich eine überdachte Veranda. Diese musste allerdings in den 1960er Jahren der Straßenverbreiterung weichen.
Während und nach dem Zweiten Weltkrieg wurde der Forsbacher Hof Verpflegungsstation für Soldaten und Flüchtlinge. Auch diente er nach dem Krieg bis zum Beginn der 1950er Jahre als behelfsmäßiger Kirchenraum der wenigen Forsbacher Katholiken.
Anfang des 21. Jahrhunderts – 100 Jahre nach der Eröffnung – wurde der Gastbetrieb aufgegeben. Das Gebäude verfiel zusehends. 2011 plante ein Investor die Umnutzung des Gebäudes als Seniorenwohnheim. Die ursprüngliche Fassade sollte dazu erhalten werden.

## Demontage 2011
Die unter Denkmalschutz gestellte Fassade des Gebäudes sollte im Rahmen einer Sanierungsmaßnahme erhalten bleiben. Ein Baugutachten kam bereits vor Beginn der Sanierungsarbeiten zum Schluss, dass insbesondere die im Bereich der Bensberger Straße liegenden, bodennahen Holzbestandteile so stark geschädigt waren, dass ein Austausch der Balken unumgänglich war.
Entgegen den Absprachen zwischen der Unteren Denkmalbehörde, dem Amt für Denkmalpflege und dem Investor – der Gemeinnützigen Baugenossenschaft Dormagen – wurden Teile der Fassade des prägenden Fachwerkhauses Forsbachs widerrechtlich abgerissen.

## Rekonstruierung
Im Vorfeld der Bauarbeiten war von der Fassade des Gebäudes bereits ein verformungsgetreues Aufmaß mit detaillierter Darstellung unter Verwendung digital entzerrter Messbilder gefertigt worden. Die originalen Holzbestandteile des Fachwerks waren während der Freilegung der Fassade gekennzeichnet worden. Nach dem Abriss lag die Mehrzahl dieser Bestandteile vor, so dass weitgehend aus Originalteilen rekonstruiert werden konnte. Die maßstabsgetreue Rekonstruierung der Fassade erfolgte unter Verwendung vorhandener und brauchbare Balken; zerstörte Balken wurden durch neue Eichenbalken ersetzt. Obwohl das Gebäude nach der Rekonstruierung seinen Denkmalstatus verlor, konnte somit dennoch die den Ortskern von Forsbach prägende Fassade des Forsbacher Hofs erhalten werden.

## Nutzung nach der Restaurierung
Auf dem Gelände wurde ein Gebäude errichtet, das sowohl Seniorenwohnungen als auch Betreuungsplätze für demenzkranke Menschen bietet.